# Csaba Mester
Csaba Mester (* 12. August 2002) ist ein ungarischer Fußballspieler.

## Karriere

### Verein
Mester spielte bis 2015 für den Győri ETO FC. Zur Saison 2015/16 wechselte er nach Österreich in die Jugend des FV Austria XIII. Nach einem halben Jahr in Wien kam er im Februar 2016 in die Akademie des FC Red Bull Salzburg.
Im August 2018 wechselte Mester zur Zweitmannschaft des FK Austria Wien. Im Oktober 2018 debütierte er für diese in der 2. Liga, als er am elften Spieltag der Saison 2018/19 gegen den SC Austria Lustenau in der Startelf stand.
Im Juni 2020 stand er gegen den FC Admira Wacker Mödling erstmals im Kader der ersten Mannschaft. Zu einem Profieinsatz bei der Austria sollte er aber nie kommen. Für die Reserve absolvierte er in fünf Jahren insgesamt 75 Zweitligapartien, ehe das Team 2023 aus der 2. Liga abstieg. Daraufhin verließ er die Austria nach der Saison 2022/23.
Nach einem halben Jahr ohne Verein wechselte Mester im Januar 2024 zum Regionalligisten SV Oberwart.

### Nationalmannschaft
Zwischen 2017 und 2018 spielte Mester für die ungarische U-16-Auswahl.